# 20 Девы
20 Девы (лат. 20 Virginis), HD 109217 — одиночная звезда в созвездии Девы на расстоянии приблизительно 458 световых лет (около 140 парсек) от Солнца. Визуальная звёздная величина звезды — +6,28m.

## Характеристики
20 Девы — оранжево-жёлтый гигант спектрального класса K0, или G8III. Масса — около 2,789 солнечной, радиус — около 10,5 солнечного, светимость — около 40,6 солнечной. Эффективная температура — около 5023 K.

## Планетная система
В 2019 году учёными, анализирующими данные проектов Hipparcos и Gaia, у звезды обнаружена планета HIP 61246 b.